# Liste des conseillers généraux du Haut-Rhin
Pour un article plus général, voir Conseil général du Haut-Rhin.

## Composition du conseil général duHaut-Rhin(31 sièges)
| Parti                                | Sigle | Élus |
| ------------------------------------ | ----- | ---- |
| Opposition                           |       |      |
| Parti Socialiste                     | PS    | 5    |
| Europe Écologie Les Verts            | EELV  | 2    |
| Divers gauche                        | DVG   | 2    |
| Sans étiquette                       | SE    | 1    |
| Majorité                             |       |      |
| Union pour un mouvement populaire    | UMP   | 10   |
| Divers droite                        | DVD   | 7    |
| Union des démocrates et indépendants | UDI   | 2    |
| Sans étiquette                       | SE    | 2    |
| Président du Conseil Général         |       |      |
| Charles Buttner (UMP)                |       |      |

## Liste des conseillers généraux duHaut-Rhin
| Canton                           | Circ | Conseiller général   | Parti     | Série |
| -------------------------------- | ---- | -------------------- | --------- | ----- |
| Arrondissement d'Altkirch        |      |                      |           |       |
| canton d'Altkirch                | 3    | Alphonse Hartmann    | UMP       | 2011  |
| canton de Dannemarie             | 3    | Rémy With            | SE        | 2011  |
| canton de Ferrette               | 3    | Dominique Dirrig     | DVD       | 2008  |
| canton de Hirsingue              | 3    | Armand Reinhard      | DVG       | 2008  |
| Arrondissement de Colmar         |      |                      |           |       |
| canton d'Andolsheim              | 1    | Éric Straumann       | UMP       | 2011  |
| canton de Colmar-Nord            | 1    | Brigitte Klinkert    | DVD       | 2008  |
| canton de Colmar-Sud             | 1    | Frédéric Hilbert     | EELV      | 2008  |
| canton de Munster                | 2    | Pierre Gsell         | DVD       | 2011  |
| canton de Neuf-Brisach           | 1    | Hubert Miehe         | PS        | 2008  |
| canton de Wintzenheim            | 2    | Lucien Muller        | DVD       | 2011  |
| Arrondissement de Guebwiller     |      |                      |           |       |
| canton d'Ensisheim               | 7    | Michel Habig         | UMP       | 2011  |
| canton de Guebwiller             | 7    | Alain Grappe         | UMP       | 2011  |
| canton de Rouffach               | 2    | Jean-Paul Diringer   | UMP       | 2008  |
| canton de Soultz-Haut-Rhin       | 7    | Odile Bocquet-Hunold | DVG       | 2008  |
| Arrondissement de Mulhouse       |      |                      |           |       |
| canton de Habsheim               | 4    | Charles Buttner      | UMP       | 2011  |
| canton de Huningue               | 4    | Max Delmond          | UDI (NED) | 2011  |
| canton d'Illzach                 | 6    | Bernard Notter       | UMP       | 2008  |
| canton de Mulhouse-Est           | 5    | Marc Schittly        | UMP       | 2008  |
| canton de Mulhouse-Nord          | 6    | Gilbert Buttazzoni   | PS        | 2008  |
| canton de Mulhouse-Ouest         | 5    | Pierre Freyburger    | PS        | 2008  |
| canton de Mulhouse-Sud           | 5    | Francis Flury        | DVD       | 2008  |
| canton de Sierentz               | 4    | Daniel Adrian        | SE        | 2011  |
| canton de Wittenheim             | 6    | Jo Spiegel           | PS        | 2008  |
| Arrondissement de Ribeauvillé    |      |                      |           |       |
| canton de Kaysersberg            | 2    | Henri Stoll          | EELV      | 2011  |
| canton de Lapoutroie             | 2    | Guy Jacquey          | UMP       | 2008  |
| canton de Ribeauvillé            | 2    | Pierre Bihl          | UMP       | 2008  |
| canton de Sainte-Marie-aux-Mines | 2    | Christian Chaton     | UMP       | 2011  |
| Arrondissement de Thann          |      |                      |           |       |
| canton de Cernay                 | 7    | Pierre Vogt          | SE        | 2008  |
| canton de Masevaux               | 3    | Laurent Lerch        | UDI       | 2011  |
| canton de Saint-Amarin           | 3    | Jean-Jacques Weber   | DVD       | 2011  |
| canton de Thann                  | 3    | Michel Habib         | PS        | 2008  |

## Historique des Conseillers généraux du Haut Rhin
| Canton                           | 2008-2014          | 2004-2011          | 2001-2008          | 1998-2004          |
| -------------------------------- | ------------------ | ------------------ | ------------------ | ------------------ |
| Canton d'Altkirch                |                    | Alphonse Hartmann  |                    | Jean-Luc Reitzer   |
| Canton d'Andolsheim              |                    | Éric Straumann     |                    | Constant Goerg     |
| Canton de Cernay                 | Pierre Vogt        |                    | Charles Wilhelm    |                    |
| Canton de Colmar-Nord            | Brigitte Klinkert  |                    | Brigitte Klinkert  |                    |
| Canton de Colmar-Sud             | Frédéric Hilbert   |                    | Roland Wagner      |                    |
| Canton de Dannemarie             |                    |                    |                    | Rémy With          |
| Canton d'Ensisheim               |                    |                    |                    | Michel Habig       |
| Canton de Ferrette               |                    |                    | Dominique Dirrig   |                    |
| Canton de Guebwiller             |                    | Daniel Weber       |                    |                    |
| Canton de Habsheim               |                    |                    |                    | Charles Buttner    |
| Canton de Hirsingue              | Armand Reinhard    |                    | Francis Demuth     |                    |
| Canton de Huningue               |                    | Frédéric Striby    |                    | Frédéric Striby    |
| Canton d'Illzach                 | Bernard Notter     |                    | Bernard Notter     |                    |
| Canton de Kaysersberg            |                    |                    |                    | Henri Stoll        |
| Canton de Lapoutroie             | Guy Jacquey        |                    | Jean Schuster      |                    |
| Canton de Masevaux               |                    |                    |                    | Jean-Luc Reitzer   |
| Canton de Mulhouse-Est           |                    |                    | Marc Schittly      |                    |
| Canton de Mulhouse-Nord          |                    |                    | Gilbert Buttazzoni |                    |
| Canton de Mulhouse-Ouest         |                    |                    | Pierre Freyburger  |                    |
| Canton de Mulhouse-Sud           |                    |                    | Francis Flury      |                    |
| Canton de Munster                |                    | Pierre Gsell       |                    | Antoine Boithiot   |
| Canton de Neuf-Brisach           |                    |                    | Hubert Miehe       |                    |
| Canton de Ribeauvillé            | Pierre Bihl        |                    | Pierre Schmitt     |                    |
| Canton de Rouffach               | Jean-Paul Diringer |                    | Jean-Paul Diringer |                    |
| Canton de Saint-Amarin           |                    |                    |                    | François Tacquard  |
| Canton de Sainte-Marie-aux-Mines |                    | Christian Chaton   |                    | Jacques Loëss      |
| Canton de Sierentz               |                    | Jean-Louis Lorrain |                    | Jean-Louis Lorrain |
| Canton de Soultz-Haut-Rhin       | Étienne Bannwarth  |                    | Étienne Bannwarth  |                    |
| Canton de Thann                  | Michel Habib       |                    | Michel Habib       |                    |
| Canton de Wintzenheim            |                    | Guy Daesslé        |                    | Pierre Knittel     |
| Canton de Wittenheim             | Joseph Spiegel     |                    | Joseph Spiegel     |                    |